# Dineutus robertsi
Dineutus robertsi es una especie de escarabajo del género Dineutus, familia Gyrinidae. Fue descrita científicamente por Leng en 1911.
Habita en los Estados Unidos.